# Pseudothyridium sabatinellii
Pseudothyridium sabatinellii är en skalbaggsart som beskrevs av Soula 2002. Pseudothyridium sabatinellii ingår i släktet Pseudothyridium, och familjen Rutelidae. Inga underarter finns listade.